# Su Hui

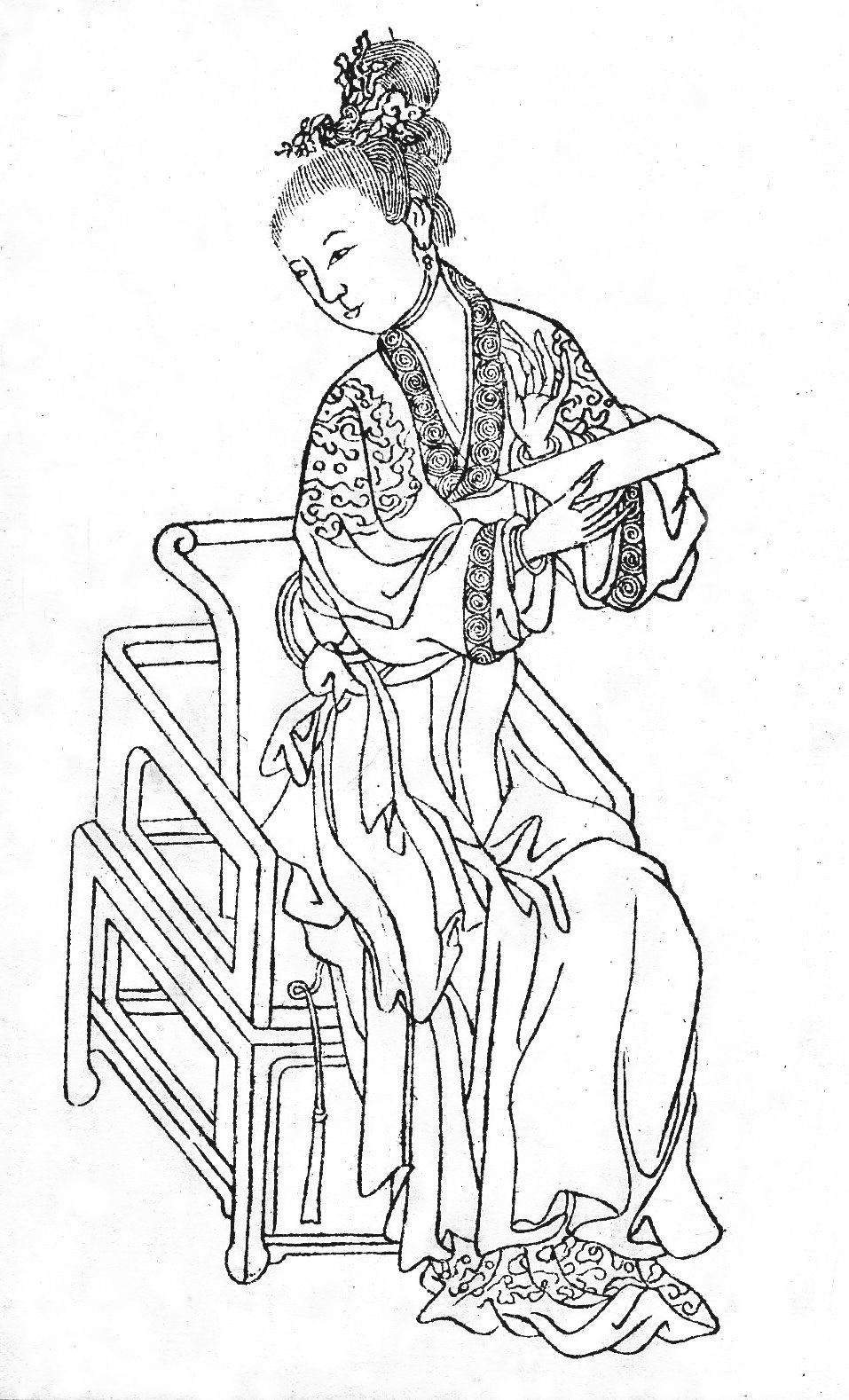
Su Hui

Sui Hui (eenvoudig Chinees: 苏蕙; traditioneel Chinees: 蘇蕙; pinyin: Sū Huì, 4e eeuw van de christelijke jaartelling) was een Chinese dichter van de Midden Zestien Koninkrijken-periode (304 - 439) gedurende de Zes Dynastieën-periode. Haar omgangsnaam was Ruolan (traditioneel Chinees: 若蘭; eenvoudig Chinees: 若兰; pinyin: Ruòlán). Su is vooral bekend vanwege haar erg complexe "palindroom" (huiwen 回文). Klaarblijkelijk heeft zij dit genre vernieuwd, en er als voorbeeld misschien wel de meest complexe nu bestaande van gemaakt. Su Hui is afgebeeld in de Wu Shuang Pu (無雙譜; Table of Peerless Heroes / Boek van de Weergaloze Helden) geschreven door Jin Guliang.

## De palindroom
Su Hui werd bekend door een belangrijk en ongebruikelijk gedicht. Dit werd in haar tijd beschreven als, geweven op brocade, bedoeld in een cirkel te worden gelezen, en bestaand uit 112 of 840 karakters.
Het gedicht van 840 karakters is in de vorm van een 29 bij 29 raster en kan vooruit, achteruit, horizontaal, verticaal of diagonaal gelezen worden, maar ook binnen zijn met kleuren aangegeven rasters.
De tekst van het gedicht ging voortdurend rond in middeleeuws China en nooit verloren. Maar gedurende de Song Dynastie werd het schaars. De 112 karakters-versie kwam voor in de oudste bronnen. De eerste uitgave van de 840 karakters versie lijkt te dateren van een 10e-eeuwse versie van Li Fang. Menige 13e-eeuwse versie werd aan bekende vrouwen van de Song Dynastie toegeschreven, maar dat bleek onjuist.
Tijdens de Ming Dynastie werd het gedicht erg populair en geleerden ontdekten 7.940 manieren om het te lezen. Het werd ook genoemd in het verhaal Bloemen in de Spiegel.

## Verhalen over het ontstaan
Tijdens de Tang periode ging het volgende verhaal rond:
'Dou Tao van Qinzhou was naar de woestijn verbannen, weg van Su, zijn vrouw. Terwijl hij afscheid nam van Su, zwoer Dou dat hij geen andere vrouw zou trouwen. Maar zodra hij in het woestijngebied aankwam, trouwde hij met iemand anders. Mevrouw Su maakte een circulair gedicht, weefde het in een stuk brokaat en zond het aan hem.'
Een andere bron zegt:
'Dat het gedicht een palindroom was, alleen te begrijpen door Dou (wat verklaart waarom het in de Tang periode niet werd herdrukt), en dat toen hij het las, hij zijn vrouw uit het woestijngebied verliet en terugkeerde naar Su hui.' Het gedicht werd Xuanji Tu genoemd of Schets van de Terugkerende Omgeving.
- Bibliothèque nationale de France: cb13559042k (data)
- International Standard Name Identifier: 0000 0000 6420 6738
- Library of Congress Control Number: nr91035186
- Nationale Bibliotheek van Israël: 987007411075705171
- Virtual International Authority File: 71248891